# União Nacional das Entidades Islâmicas
A União Nacional das Entidades Islâmicas — ou UNI — sediada no Brás, em São Paulo, é a organização que representa oficialmente os muçulmanos no Brasil. Ela foi fundada em conjunto por diferentes entidades islâmicas do país. O objetivo da organização é divulgar a religião islâmica e desfazer os preconceitos existentes contra ela.

## Entidades
A União Nacional Islâmica possui as seguintes entidades associadas:
- Associação Islâmica de São Paulo
- Associação Recreativo e Cultural Islâmica de São Miguel Paulista, SP
- Centro de Divulgação do Islã para a América Latina
- Sociedade Islâmica de Campinas (antigo Centro Islâmico de Campinas)
- Conselho dos Teólogos e Assuntos Islâmicos do Brasil
- Federação das Associações Muçulmanas do Brasil
- Liga da Juventude Islâmica Beneficente do Brasil
- Sociedade Beneficente Islâmica do Litoral Paulista
- Sociedade Beneficente Muçulmana de Santo Amaro
- Sociedade Beneficente Muçulmana de São José dos Campos
- Sociedade Beneficente Muçulmana de Taubaté, SP
- Sociedade Beneficente Muçulmana dos Membros da Confraria Chaizulia Yachrutia
- Sociedade Cultural e Beneficente Islâmica de Mogi das Cruzes
- Sociedade Islâmica Brasileira de Guarulhos, SP
- Sociedade Islâmica de Beneficência Abu Baker Assadik
- WAMY – Assembleia Mundial da Juventude Islâmica
- Estrada da Harmonia - Tariqa Islâmica - Ubá - MG